# Emmi Alanen
Emmi Alanen (Lappajärvi, 30 april 1991) is een voormalig voetbalspeelster uit Finland. Ze speelde als middenvelder voor meerdere clubs in de Finse Kansallinen Liiga en de Zweedse Damallsvenskan en kwam meer dan honderd interlands uit voor het Finse nationale team.

## Clubcarrière
Alanen speelde in haar jeugdjaren voor Sport-39 uit Vaasa. Voor FC United maakte ze haar debuut in de Kansallinen Liiga, het hoogste vrouwenvoetbalniveau van Finland. Op 12 september 2009 speelde Alanen haar debuutwedstrijd tegen PuiU. Haar eerste doelpunt maakte ze in de 79ste minuut van een wedstrijd tegen NiceFutis op 11 oktober 2009. In 2011 speelde Alanen een seizoen in de Finse hoofdstad Helsinki voor HJK. Ze debuteerde voor deze club in een wedstrijd tegen Åland United op 10 april 2011. Voor deze club maakte ze haar eerste doelpunt in de 61ste minuut van een wedstrijd tegen TPS op 16 april 2011. Ook gaf ze op 3 september 2011 een assist op Sini Vehviläinen in een 4-0 overwinning op Kokkola F10. Alanen stapte na het seizoen over naar deze club. Voor Kokkola F10 debuteerde ze in een wedstrijd tegen haar oude club HJK op 14 april 2012. Haar doelpuntenrekening opende Alanen door in de 1ste minuut tot scoren te komen van een wedstrijd tegen FC Honka op 6 oktober 2012.
In de voorbereiding op het seizoen 2013 maakte Alanen de overstap naar het Zweedse Umeå IK. Ze maakte haar debuut voor deze club in de Damallsvenskan in een wedstrijd tegen Mallbackens IF op 31 juli 2013. Haar eerste doelpunt in deze competitie maakte ze in de 88ste minuut van een wedstrijd tegen Kopparbergs/Göteborg FC op 6 oktober 2013. Op 27 november 2015 maakte Alanen de overstap naar competitiegenoot Vittsjö GIK. Voor deze club debuteerde ze op 17 april 2016 in een wedstrijd tegen Kvarnsvedens IK. Alanen scoorde haar eerste competitiedoelpunt in een wedstrijd tegen Göteborg FC, waarin ze in de zesde minuut doel trof. In december 2018 ging Alanen in Växjö DFF bij een nieuwe Zweedse ploeg aan de slaag. Alanen maakte haar debuut voor de club in een wedstrijd tegen Linköpings FC op 17 april 2019. Haar doelpuntenrekening werd geopend in de 5de minuut van een wedstrijd tegen Eskilstuna United DFF op 28 april 2019.
Op 29 november 2021 voegde Alanen met Kristianstads DFF een vierde Zweedse club aan haar carrière toe. Voor de club aan de Zweedse zuidkust maakte ze haar debuut op 27 maart 2022 tegen IFK Kalmar. Haar eerste doelpunt voor de club maakte Alanen in de 32ste minuut van een wedstrijd tegen Hammarby IF op 16 mei 2022.
Op 11 juni 2025 maakte Alanen bekend officieel een einde aan haar profcarrière te hebben gemaakt.

## Statistieken
| Seizoen | Club              | Land    | Competitie        | Wedstrijden | Doelpunten |
| ------- | ----------------- | ------- | ----------------- | ----------- | ---------- |
| 2009    | FC United         | Finland | Kansallinen Liiga | 5           | 1          |
| 2010    | FC United         | Finland | Kansallinen Liiga | 20          | 5          |
| 2011    | HJK               | Finland | Kansallinen Liiga | 26          | 7          |
| 2012    | Kokkola F10       | Finland | Kansallinen Liiga | 8           | 1          |
| 2013    | Kokkola F10       | Finland | Kansallinen Liiga | 12          | 4          |
| 2013    | Umeå IK           | Zweden  | Damallsvenskan    | 11          | 1          |
| 2014    | Umeå IK           | Zweden  | Damallsvenskan    | 19          | 8          |
| 2015    | Umeå IK           | Zweden  | Damallsvenskan    | 22          | 2          |
| 2016    | Vittsjö GIK       | Zweden  | Damallsvenskan    | 22          | 4          |
| 2017    | Vittsjö GIK       | Zweden  | Damallsvenskan    | 18          | 2          |
| 2018    | Vittsjö GIK       | Zweden  | Damallsvenskan    | 10          | 0          |
| 2019    | Växjö DFF         | Zweden  | Damallsvenskan    | 17          | 4          |
| 2020    | Växjö DFF         | Zweden  | Damallsvenskan    | 19          | 0          |
| 2021    | Växjö DFF         | Zweden  | Damallsvenskan    | 20          | 3          |
| 2022    | Kristianstads DFF | Zweden  | Damallsvenskan    | 22          | 2          |
| 2023    | Kristianstads DFF | Zweden  | Damallsvenskan    | 22          | 6          |
| 2024    | Kristianstads DFF | Zweden  | Damallsvenskan    | 9           | 2          |
| 2025    | Kristianstads DFF | Zweden  | Damallsvenskan    | 0           | 0          |
| Totaal  | Totaal            | Totaal  | Totaal            | 282         | 52         |

Laatste update: 12 juni 2025

## Interlandcarrière
Alanen maakte haar debuut voor de Finse nationale ploeg op 19 juni 2010 door in te vallen in een met 4-1 gewonnen WK 2011 kwalificatieduel tegen Portugal in Vaasa. In juni 2013 werd ze opgenomen in de Finse selectie van bondscoach Andrée Jeglertz voor het EK 2013. Ondanks dat Finland werd uitgeschakeld in de groepsfase wist Alanen met jaar spel de aandacht te wekken van het Zweedse Umeå IK dat haar uitnodigde voor een trainingsstage die later zou leiden tot een contract bij de club. In 2022 speelde Alanen een nieuw eindtoernooi door geselecteerd te worden voor het EK 2022. Het toernooi van Finland eindigde opnieuw in de groepsfase. Een jaar later hadden Alanen en haar landgenoten meer succes op de Cyprus Women's Cup die ze voor het eerst in de geschiedenis wisten te winnen. Ook maakte Alanen minuten in EK 2025 kwalificatiereeks in juli 2024.

## Worstelcarrière
Alanen combineerde voetbal een lange periode met een carrière als worstelaar. Na veelvuldig blessureleed besloot ze uiteindelijk om zich volledig te focussen op een voetbalcarrière.